# Наце Кралев
Наце Кралев Ивановски с псевдоним Будьони е югославски патризанин, участник в комунистическата съпротива във Вардарска Македония.

## Биография
Роден е през 1919 г. в град Куманово. През 1932 г. учи ковашко-коларски занаят. През 1935 г. завършва занаятчийско училище. От това време датира симпатията му по комунистическите идеи. През 1938 г. става член на СКМЮ в група ръководена от Боро Петрушевски. През 1940 г. участва в писането на лозунги из Куманово и е арестуван. По-късно е освободен поради липса на доказателства. След навлизането на българските войски в Македония участва в унищожаването на архива на административно-полицейския апарат на предвоенна Югославия, за да не попадне в ръцете на българската армия. Участва в подготовката за създаването на Козячкия и Карадачкия народоосвободителни партизански отряд. От 11 октомври 1941 г. е партизанин в Карадачкия отряд. Убит е три дни по-късно край село Белановце при разбиването на отряда от български военни части. В негова чест е наречено техническото училище в родния му град.